# Somnolencia
Somnolencia es una actitud exagerada para el sueño. Es un estado en el que ocurre una fuerte necesidad de dormir o en el que se duerme durante periodos prolongados (hipersomnia).
De este concepto existen dos acepciones:
1. Estado habitual que precede al sueño, también llamado trasueño, ensoñación, duermevela.
2. Afección crónica relacionada con el hecho de permanecer en ese estado, independientemente del ritmo circadiano. Este trastorno suele vincularse más comúnmente con el uso de medicamentos como la mirtazapina y el zolpidem.

## Trastornos
Los trastornos patológicos del sueño son insomnio e hipersomnia. A menudo ésta puede confundirse con estados análogos. La confusión aumenta por exceso e imprecisión de las palabras con que se designan dichos estados. Demasiada tendencia al sueño y adormilamiento -no de sueño todavía- constituyen la somnolencia. Al sueño normal pero excesivo por profundidad y duración se le denomina letargia o letargo.
El sueño que sobreviene por accesos se llama narcolepsia. Hipnosis es sueño inducido por medios artificiales: por sugestión. Narcosis es sueño provocado por drogas. La catalepsia no está relacionada con el sueño. Muchas de las causas de la hipersomnia determinan el coma.
En general, algunas de estas causas no provocan una verdadera letargia, sino simple somnolencia: el enfermo duerme durante el día. Dormita cuando se queda quieto, en los espectáculos, etcétera, pero -sobre todo- después de comer. Por su apariencia normal, la somnolencia es idéntica a la de cualquier individuo evaluado como sano que no ha dormido lo suficiente. La anormalidad depende de su insistencia y de su extemporaneidad. Muchas veces es provocado por estados comatosos.
La somnolencia diurna excesiva es un síntoma de un sueño insuficiente crónico, pero su aparición también se relaciona con fenómenos como la apnea del sueño, trastornos del ritmo circadiano, el consumo de determinados medicamentos o la narcolepsia anteriormente citada. Aunque este estado de hipersomnia se genere tras situaciones asociadas a la falta de sueño, existe una variabilidad entre individuos que no queda explicada totalmente atendiendo a la duración y la calidad del sueño, por eso se sugiere que existen factores genéticos que contribuyen a la variación de la somnolencia entre los individuos.
En un estudio de 2019 realizado sobre el genoma completo de 452.071 individuos de Reino Unido con ascendencia europea, se encontraron 42 loci relacionados de forma significativa con la somnolencia diurna excesiva y una asociación entre estas variantes genéticas y otras enfermedades y rasgos del estilo de vida, como el IMC y la diabetes. Este estudio ha permitido correlacionar este fenómeno de somnolencia diurna con síntomas de insomnio, un cronotipo matutino, apnea del sueño, una duración más corta del sueño y una mayor duración del periodo de inactividad diurna. El incremento de la somnolencia diurna excesiva parece estar asociada a una edad más avanzada, al sexo femenino e IMC más altos. Mediante el ajuste de comparaciones múltiples de correlaciones genéticas, se han detectado correlaciones significativas entre la somnolencia diurna excesiva y rasgos de obesidad, enfermedades coronarias, entre otras. Se ha identificado una asociación causal putativa de un IMC alto (>30) y un aumento de la somnolencia diurna.

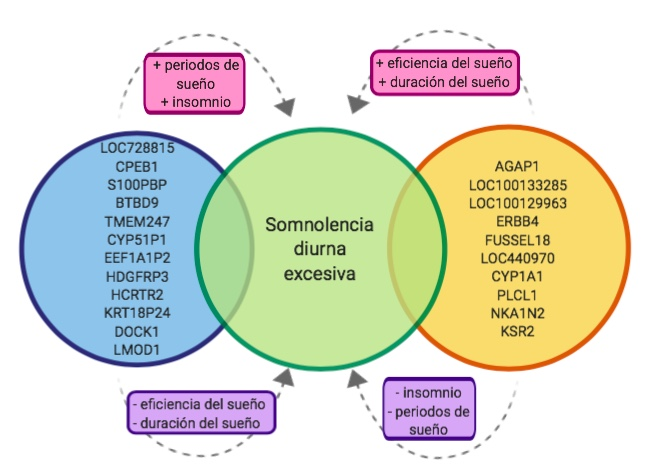
Los genes asociados a una propensión al sueño (derecha) y los asociados a fragmentación del sueño (izquierda) se agrupan en subtipos que regulan la somnolencia diurna a través de diferentes mecanismos.

Entre los loci asociados de forma más significativa en este análisis, destacan aquellos en genes como KSR2, cuya función está asociada a la regulación de múltiples vías fisiológicas relevantes para el sueño y el metabolismo, o PLCL1, GABRA2, BTBD9, HTR7 o RAI1, cuyas funciones se asocian a la regulación del control sueño-vigilia y a trastornos del sueño. Alelos asociados a la somnolencia diurna en PATJ y PLCL1 se asociaron en este estudio también al cronotipo matutino, loci en KSR2 se asociaron a una mayor duración del sueño y en CRHR1 a un sueño prolongado. Por otra parte, loci en SLC39A8 se asociaron a un sueño corto y aquellos en LMOD1 se asociaron a insomnio y una corta duración del sueño. Los autores denotan que esto podría sugerir que los mecanismos genéticos pueden provocar la somnolencia a través de efectos sobre el aumento de la fragmentación del sueño (generando sueños con una baja eficiencia) o aumentando la propensión al sueño (a través de sueños de alta eficiencia), respectivamente. Por tanto, este tipo de estudios permiten el avance en la comprensión de los mecanismos biológicos relacionados con la somnolencia y la regulación circadiana.

## Factores causales para la somnolencia patológica
- Lesiones circulatorias de tipo congestivo
- Intoxicación alcohólica, opiácea, barbitúrica
- Uremia crónica
- Acidosis diabética
- Insuficiencia hepática
- Insuficiencia tiroidea
- Tumores cerebrales
- Encefalitis letárgica
- Miotonía
- Histerismo
- Meningitis agudas o crónicas, etcétera
- Enfermedad de Wernicke.

Además la hipersomnia es un síntoma fundamental en la tripanosomiasis africana (también conocida como enfermedad del sueño, muy contagiosa).